# Declaração conjunta do Papa Francisco e do Patriarca Cirilo
A Declaração conjunta do Papa Francisco e do Patriarca Cirilo teve lugar no dia 12 de fevereiro de 2016 durante o encontro entre o papa Francisco, líder da Igreja Católica Apostólica Romana; e Cirilo, Patriarca de Moscovo e de toda a Rússia, o primado da Igreja Ortodoxa Russa. Foi a primeira vez que um papa e um patriarca moscovita encontraram-se. Nas notícias o encontro foi concebido como um evento simbólico no processo do estreitamento de relações entre a Igreja Católica e a Igreja Ortodoxa, que se separaram durante o Grande Cisma de 1054.
O encontro e a declaração de trinta pontos foram cobertos pelos media, especialmente na Rússia, realçando a chamada conjunta dos dois líderes para o fim da perseguição dos cristãos no Oriente Próximo e as guerras na região. A declaração também expressou a esperança dos signatários de que esse ato ajudasse a contribuir no re-establecimento da união da Cristandade e das duas igrejas. Também outros assuntos foram mencionados na declaração, incluindo o ateísmo, o secularismo, o consumismo, os refugiados, o aborto, a eutanásia e a importância da família e do matrimónio. O documento não resolveu nenhuma das diferenças doutrinais e eclesiásticas persistentes entre as duas igrejas, mas contém um compromisso na união na linha da Declaração de Balamand mas também sobre o conflito na Ucrânia. A Igreja Greco-Católica ucraniana e outras na Ucrânia criticaram-na posteriormente.

## Contexto histórico
O Grande Cisma de 1054 deixou dividido o mundo cristão entre o leste grego e o oeste latino. Foram feitas tentativas nos séculos seguintes para dar fim à divisão, tais como o Segundo Concílio de Lyon em 1274 e o Concílio de Florença de 1439, mas ambos fracassaram. Tentativas mais recentes para aproximar as igrejas incluíram a Declaração Conjunta Católica-Ortodoxa de 1965, após o encontro de 1964 entre o Papa Paulo VI e o Patriarca Ecuménico Atenágoras I de Constantinopla, em Jerusalém. Depois desse encontro e dessa declaração, vários encontros, visitas e eventos simbólicos ocorreram envolvendo líderes católicos e ortodoxos (incluindo as visitas do Papa João Paulo II, e Bartolomeu I de Constantinopla), mas jamais um encontro entre um Papa e um líder da Igreja Ortodoxa russa. A primeira vez que um Papa visitou um país de maioria ortodoxa de leste foi em 1999 quando João Paulo II visitou a Roménia.

Dentro da comunhão das igrejas locais (nacionais) autocéfalas (administrativamente independentes) da Ortodoxia, o Patriarca Ecuménico de Constantinopla — estabelecido no que hoje é Istambul, na Turquia — é reconhecido como o bispo que desfruta do estatuto de primus inter pares, embora não tenha poderes administrativos diretos sobre as outras igrejas ortodoxas. A Igreja Ortodoxa Russa (Patriarcado de Moscovo), que se tornou autocéfala perto do final do século XVI, é considerada a maior denominação entre as igrejas ortodoxas locais; ela tem laços estreitos com o estado russo, atribuindo assim um significado geopolítico ao encontro do seu Patriarca com o Papa. A natureza descentralizada da Ortodoxia significa que tal encontro pode não ter influência direta nos assuntos da ortodoxia em geral. Duas semanas antes, os líderes das igrejas ortodoxas, incluindo Cirilo, encontraram-se em Chambésy na Suíça, para combinar os preparativos finais para o Grande e Santo Concílio da Igreja Ortodoxa, programado para junho de 2016.

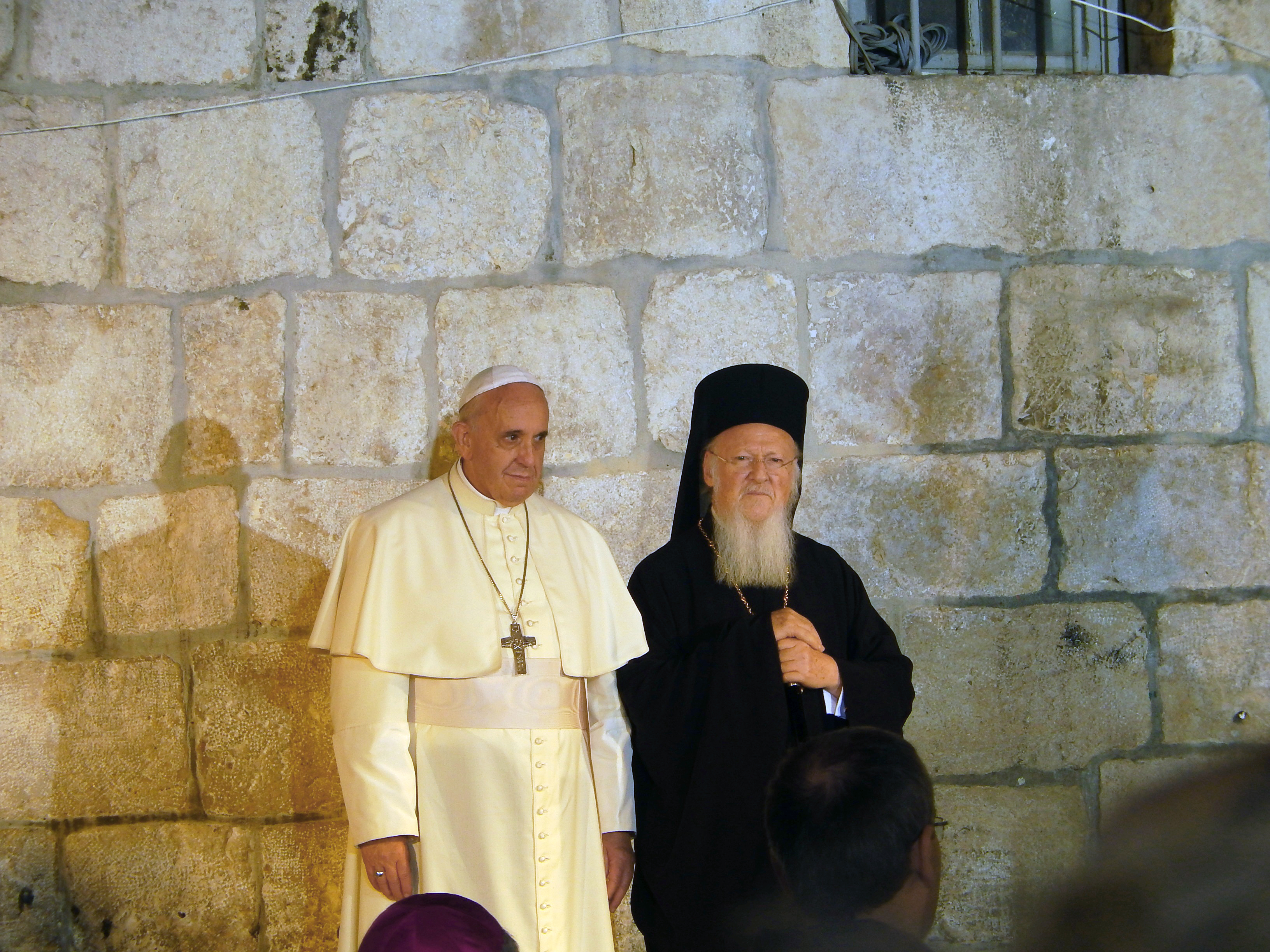
Francisco e Bartolomeu na Igreja do Santo Sepulcro em Jerusalém em 2014

Tinham tido lugar tentativas para realizar o encontro entre o Papa e o Patriarca russo, mas não tiveram sucesso. Desde a queda do comunismo as tensões entre as igrejas aumentaram porque começaram "a mexer as peças". Houve negociações nos anos 90 para um possível encontro entre o Patriarca Aleixo II de Moscovo e o Papa João Paulo II. De acordo com o Bureau of Democracy, Human Rights, and Labor, as duas igrejas estabeleceram um grupo de trabalho conjunto, que reuniu-se em maio e setembro de 2004 para discutir temas específicos. Os representantes de ambas as igrejas disseram que o grupo de trabalho contribuiu para uma melhor atmosfera. Num gesto de reconciliação em agosto de 2004, João Paulo II presenteou uma cópia do século XVIII do ícone da Nossa Senhora de Cazã a Aleixo II. Em Maio, o naquela altura metropolita Cirilo encontrou-se com o Papa Bento XVI no Vaticano e eles decidiram comprometer-se intensivamente a trabalhar de forma cooperativa. A possibilidade do encontro entre Cirilo (eleito Patriarca em 2009) com Bento XVI foi explorada antes da abdicação de Bento em março de 2013, e Bento XVI conheceu o futuro Patriarca Cirilo em Roma em 2006 quando Cirilo era o Porta-voz do Departamento das Relações Externas da Igreja pelo Patriarcado de Moscovo.

## Encontro

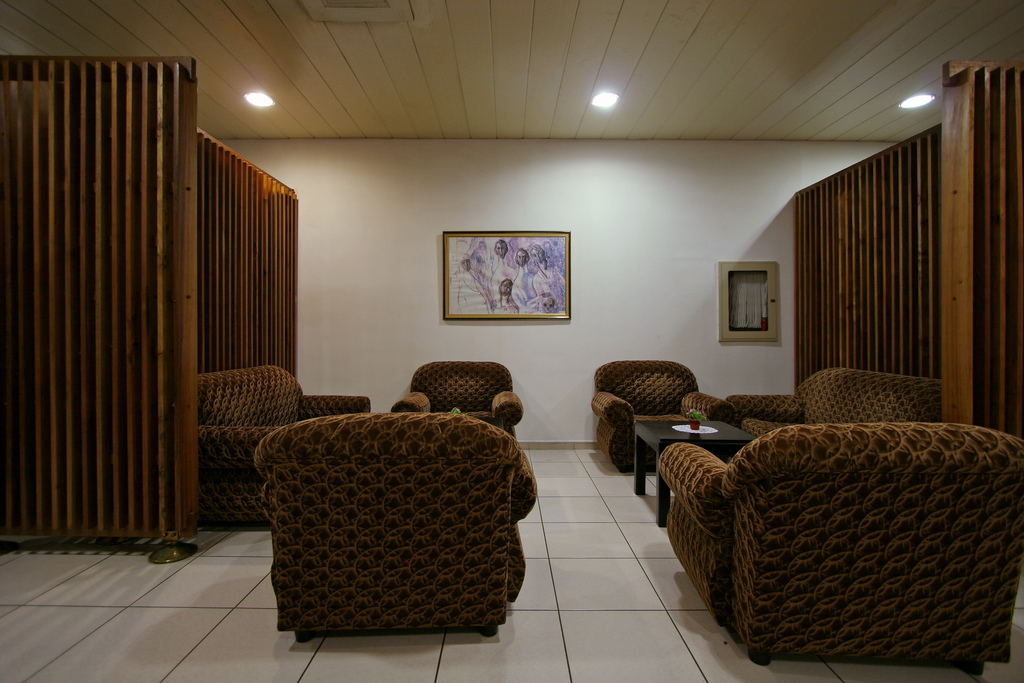
Sala VIP no Aeroporto da Havana

Foram precisos anos de planificação secreta e meses de negociações detalhadas para tornar realidade um encontro entre o Papa e o Patriarca russo. O Papa estava à espera para ter o encontro com o Patriarca, tendo dito em novembro de 2014: "Eu irei onde você quiser. Você chama-me e eu irei lá". O acordo do lado russo ortodoxo foi mais complicado porque essa igreja mantém laços estreitos com o governo russo.
O anúncio prévio do encontro emitido pelo Patriarcado de Moscovo afirmou que eles concordaram em "deixar de lado as diferenças internas" para focar-se no facto dos cristãos estarem a ser perseguidos. Cuba, um local significativo para ambos os lados, forneceu os requisitos para um local de encontro neutro, já que nem Roma nem Moscovo seriam adequados. O encontro foi possível graças à sincronização das visitas dos dois líderes na região, sendo anunciada uma semana antes, no dia 5 de fevereiro de 2016.
O encontro decorreu o 12 de fevereiro de 2016 numa sala VIP no Aeroporto Internacional José Martí em Havana, Cuba. O Papa chegou às 14 horas (hora local), e os dois líderes abraçaram-se e beijaram-se. Um encontro de duas horas foi sucedido pela assinatura da declaração conjunta, a qual foi preparada antecipadamente. O Patriarca Cirilo esteve em Havana numa vista oficial como parte de uma visita à região, tendo feito visitas ao Brasil e ao Paraguai. O Papa Francisco chegou ao aeroporto por avião no caminho de volta da sua visita ao México.
Assistiram à ocasião representantes cubanos tais como o presidente Raúl Castro, o cardeal Jaime Lucas Ortega y Alamino (arcebispo da Arquidiocese de São Cristóvão da Havana) e o arcebispo Dionisio Garcia Ibanez (da Arquidiocese de Santigo de Cuba). O encontro decorreu numa sala privada e estiveram lá tradutores e os acompanhantes dos dois líderes — também estiveram o cardeal Kurt Koch, presidente do Pontifício Conselho para a Promoção da Unidade dos Cristãos e o teólogo russo Hilarion Alfeyev, porta-voz do Departamento de Relações Externas pelo Patriarcado moscovita da Igreja Ortodoxa russa.
No final do encontro houve uma troca de presentes. O Papa Francisco deu ao Patriarca um cálice e também uma relíquia do século IX de Santo Cirilo (enterrado em Roma). O Patriarca Cirilo deu ao Papa uma cópia do ícone da Virgem de Cazã. Outros presentes trocados foram uma tradução castelhana do livro do Patriarca Cirilo Liberdade e Responsabilidade (2011) e uma tradução russa da encíclica do Papa Francisco Laudato si' (2015).

## Declaração conjunta
A declaração conjunta foi publicada pelo Vaticano em italiano, russo, inglês, alemão, francês, castelhano, português e árabe. A Igreja Ortodoxa russa publicou-a em russo, inglês, italiano, francês, castelhano e ucraniano. Está constituída por trinta seções numeradas por tópicos.
A primeira seção da declaração agradece por este encontro, "o primeiro da história", e se refere aos líderes como "irmãos na fé cristã". As seções 2 e 3 referem-se ao ponto de encontro em Cuba como "a encruzilhada do Norte e do Sul, do Leste e do Oeste", e expressam alegria pelo crescimento do cristianismo na América Latina. As seções 4 a 6 falam sobre as suas visões acerca da sua tradição espiritual comum ("o primeiro milénio do cristianismo") e os seus desejos de que o seu encontro "possa contribuir para o restabelecimento desta unidade querida por Deus".
As seções 7 a 21 tratam dos "desafios do mundo contemporâneo". Além disso também incluem a perseguição aos cristãos no Oriente Próximo e no Norte de África; o impacto da guerra civil, o caos e a violência terrorista; o êxodo dos cristãos da Síria e do Iraque; e o sofrimento experimentado pela radicalização de outras tradições religiosas. A declaração prega a renovação da fé cristã na Rússia e na Europa de Leste e a quebra das "cadeias do ateísmo militante", a ascensão do secularismo, o consumismo, a desigualdade, os imigrantes e dos refugiados e o lugar do cristianismo no processo europeu de integração. Outras seções mais deram ênfase à importância da família, do matrimónio, no concerne ao aborto, à eutanásia e às "tecnologias reprodutivas biomédicas".
As consequências do cisma na comunidade ortodoxa na Ucrânia, o conflito entre os católicos ucranianos e os ortodoxos, a situação política na Ucrânia foram tratados nas seções 25 a 27.
As seções finais convidam os católicos e os ortodoxos a "colaborar fraternalmente no anúncio da Boa Nova da salvação" e a dar "testemunho do Espírito de verdade nestes tempos difíceis".
A declaração termina com uma oração a Maria, a qual foi invocada pelos nomes de "bem-aventurada Virgem Maria" e também como "Santa Mãe de Deus".

## Comentários e reações
O encontro foi caracterizado pelos comentadores dos média — que em grande parte desconheciam os factos fundamentais sobre a história do cristianismo na Rússia e tendiam para o sensacionalismo — como sendo "histórico", "fortemente simbólico" e como o "encontro do milénio". Alguns deles também acharam que o encontro tinha uma dimensão geopolítica, sendo sobre rivalidades entre os líderes ortodoxos, tensões de longa data com a ortodoxia ucraniana, e sobre o presidente russo Vladimir Putin a reafirmar a influência da Rússia no mundo, motivado pelas suas ações na Síria e na Ucrânia. Por isso, não se esperava que o encontro "levasse a qualquer reaproximação imediata entre as igrejas do oriente e do ocidente".
Cirilo é criticado pelas suas políticas que levaram a Igreja Ortodoxa russa a estar mais próxima do governo russo. Nas eleições presidenciais russas de 2012 ele apoiou Vladimir Putin, dizendo que a presidência de Putin é "um milagre de Deus". Yury Avvakumov, professor assistente de teologia na Universidade de Notre Dame, descreveu o Patriarcado de Moscovo como um "instrumento da política internacional russa [e] um efetivo transmissor mundial dos interesses políticos dos governantes russos pelo mundo". A visão de que o encontro foi motivado por políticas internas ortodoxas foi partilhada também por George Demacopoulos, presidente greco-ortodoxo de estudos cristãos ortodoxos na Universidade de Fordham de Nova Iorque: "Isto não é benevolência. Isto não é um passo para a unidade cristã […] isto é na maioria (Cirilo) a tentar apresentar-se a si próprio como o líder da ortodoxia".
Pontos de vista similares foram expressados por Borys Gudziak (eparca católico ucraniano de Paris), o qual afirmou que "os dois protagonistas deste drama entram em cena trazendo consigo legados distintos. Francisco é o líder de um milhar de milhões de católicos e é a única autoridade moral respeitada no mundo. Cirilo é a cabeça da Igreja Ortodoxa russa, a qual ainda está a recuperar-se de um século de perseguição e ainda está a cuidar pela sua voz moral na sociedade russa pós-soviética". Gudziak também realçou as tensões internas na ortodoxia, e que uma Igreja Ortodoxa ucraniana iria gradualmente reduzir o poder da Igreja Ortodoxa russa. Ele apontou as tensões que ameaçam a realização do concílio pan-ortodoxo em junho, o primeiro a ser realizado em séculos. Além disto, o Patriarca Cirilo deve fazer frente às oposições dos grupos conservadores na Igreja Ortodoxa russa opostos a ter relações estreitas com a Igreja Católica Romana.
O prelado americano jesuíta Robert F. Taft diz que o acordo promovido por Francisco criou as condições necessárias para o encontro, achando que "a Rússia está a começar a entender que a Igreja Católica vê-nos como uma igreja irmã, e não como um ente separado da única igreja real". O New York Times afirmou que, para Francisco, "o encontro foi um golpe ecuménico e diplomático que escapou aos seus predecessores", mas que ele poderá enfrentar críticas por, indiretamente, fornecer apoio à intervenção militar russa na Síria e na Ucrânia. A reportagem da Associated Press afirmou que o encontro "consolida a reputação de Francisco como um estadista que assume riscos e valoriza o diálogo, a construção de pontes e a reaproximação a quase qualquer custo", mas acrescenta que ele "também tem sido criticado por, essencialmente, permitir-se ser usado por uma Rússia desejosa de poder". Quando perguntaram sobre a possibilidade de ser o primeiro pontífice a visitar a Rússia e a China, Francisco apontou ao seu coração e disse: "A China e a Rússia, eu tenho-as aqui. Rezai".
De acordo com o The Economist, o encontro foi uma vitória diplomática para o governo russo: "O encontro do Papa com o seu homólogo russo levou Francisco para a geopolítica, e levou-o a perdoar a política de assuntos estrangeiros russa e a criticar as vias do Oeste que zangaram a alguns dos apoiantes da Igreja Católica".
O Arcebispo Maior Sviatoslav Shevchuk, da Igreja Greco-Católica Ucraniana, disse que ficou desapontado e que os membros da sua igreja se sentiram "traídos pelo Vaticano" em relação à posição da declaração sobre a Ucrânia. No entanto disse, "não o julgo [Francisco], não para manter-se no nível da realidade daqueles que esperam apenas políticas desta declaração e querem usar o Papa para os seus planos humanos a qualquer custo. Se nós não entrarmos na realidade espiritual do Santo Padre e não discernimos juntos com ele a ação do Espírito Santo, nós devemos mantê-lo preso pelo rei deste mundo e dos seus seguidores". O núncio para a Ucrânia, Claudio Gugerotti, pediu paciência e indicou que a declaração era uma afirmação de um compromisso.
A Igreja Ortodoxa ucraniana do Patriarcado de Kiev também criticou a declaração; afirmou que a declaração ignorou a opinião e a posição da Igreja Greco-Católica Ucraniana. Também protestou porque a declaração não afirmou que a Guerra Civil no Leste da Ucrânia tinha sido uma intervenção militar russa na Ucrânia.

## Encontro de 2019 com a Igreja Greco-Católica Ucraniana e tensões renovadas
No início de uma reunião de dois dias no Vaticano com os líderes greco-católicos ucranianos, a 5 de julho de 2019, o Papa Francisco deu a entender que apoiava as preocupações da Igreja na Ucrânia e pediu uma maior ajuda humanitária à Ucrânia. Em 4 de julho de 2019, o Papa Francisco também declarou que não se reuniria com os líderes da Igreja Ortodoxa Russa caso aceitasse um convite para visitar a Rússia. Apesar de ter um historial de boas relações com o presidente russo Vladimir Putin, Putin, que teve um encontro "cordial" com o Papa Francisco quando o assunto foi levantado, declarou também ao Papa que não o convidaria para a Rússia sem essa condição.